# 井口駅 (広島県)
井口駅（いのくちえき）は、広島県広島市西区井口明神二丁目にある広島電鉄宮島線の駅である。駅番号はM25。

## 歴史
1924年（大正13年）4月開業。宮島線の草津町駅から廿日市町駅までの区間が開通した際に設けられた4つの中間駅のうちの1つである。開業当初は「井ノ口」と表記されていた。

### 年表
- 1924年（大正13年）4月6日：宮島線の草津町駅 - 廿日市町駅間の開通と同時に井ノ口駅として開業[2][6]。
- 時期不詳（1965年以降）：井口駅に改称[5]。
- 1982年（昭和57年）：ホームを移設する[7]。

## 駅構造
2面2線の地上駅。互いのホームは斜め向かいにずれて位置している。路線の起点から見て手前にあるのが広電西広島（己斐）駅方面へ向かう上りホーム、奥にあるのが広電宮島口駅方面へ向かう下りホームで、両ホームの間には踏切が設置されている。すなわち上下線とも電車は踏切を過ぎてからホームに停車するようになっている。駅がこのような構造となったのは1982年（昭和57年）からのことで、客が電車に乗ろうと踏切を無理にくぐってホームへ渡るのを防ぐための措置であった。
上りホームの広電西広島寄りには、かつて宮島線で運行されていた鉄道車両専用の高床ホームが残されている。下りホームは2011年（平成23年）に改修され、広電宮島口方向へホームが延長された。合わせて手すりとスロープが備え付けられ、バリアフリーに対応している。

## 利用状況
以下の情報は、広島市統計書に基づいたデータである。1日平均乗車人員データは、年度毎の乗車総数を365（閏年は366）で割った値を小数点2位を丸めて小数点1位の値にした物である。広島電鉄のデータは1,000で丸めて提供されているので、1年毎ではプラスマイナス500の誤差があり、1日当たりでは1.4人程度の誤差が発生する。
| 年度               | 1日平均 乗車人員 | 1年毎 乗車総数 | 1年毎 定期 | 1年毎 定期外 | 出典        |
| ------------------ | ---------------- | -------------- | ---------- | ------------ | ----------- |
| 1998年（平成10年） | 1,545.2          | 564,000        | 179,000    | 385,000      | [ 統計 1 ]  |
| 1999年（平成11年） | 1,357.9          | 497,000        | 163,000    | 334,000      | [ 統計 1 ]  |
| 2000年（平成12年） | 1,345.2          | 491,000        | 156,000    | 335,000      | [ 統計 1 ]  |
| 2001年（平成13年） | 1,298.6          | 474,000        | 151,000    | 323,000      | [ 統計 2 ]  |
| 2002年（平成14年） | 1,254.8          | 458,000        | 132,000    | 326,000      | [ 統計 3 ]  |
| 2003年（平成15年） | 1,194.0          | 437,000        | 115,000    | 322,000      | [ 統計 4 ]  |
| 2004年（平成16年） | 1,150.7          | 420,000        | 119,000    | 301,000      | [ 統計 5 ]  |
| 2005年（平成17年） | 1,180.8          | 431,000        | 130,000    | 301,000      | [ 統計 6 ]  |
| 2006年（平成18年） | 1,238.4          | 452,000        | 143,000    | 309,000      | [ 統計 7 ]  |
| 2007年（平成19年） | 1,264.3          | 463,000        | 155,000    | 308,000      | [ 統計 8 ]  |
| 2008年（平成20年） | 1,274.8          | 465,000        | 156,000    | 309,000      | [ 統計 9 ]  |
| 2009年（平成21年） | 1,134.2          | 414,000        | 141,000    | 273,000      | [ 統計 10 ] |
| 2010年（平成22年） | 1,147.9          | 419,000        | 135,000    | 284,000      | [ 統計 11 ] |
| 2011年（平成23年） | 1,185.8          | 434,000        | 136,000    | 298,000      | [ 統計 12 ] |
| 2012年（平成24年） | 1,164.4          | 425,000        | 131,000    | 294,000      | [ 統計 13 ] |
| 2013年（平成25年） | 1,150.7          | 420,000        | 122,000    | 298,000      | [ 統計 14 ] |
| 2014年（平成26年） | 1,134.2          | 414,000        | 122,000    | 292,000      | [ 統計 15 ] |
| 2015年（平成27年） | 1,135.6          | 416,000        | 125,000    | 291,000      | [ 統計 16 ] |
| 2016年（平成28年） | 1,164.4          | 425,000        | 133,000    | 291,000      | [ 統計 17 ] |
| 2017年（平成29年） | 1,117.8          | 408,000        | 138,000    | 270,000      | [ 統計 18 ] |
| 2018年（平成30年） | 1,068.5          | 390,000        | 137,000    | 254,000      | [ 統計 19 ] |
| 2019年（令和元年） | 1,019.1          | 373,000        | 124,000    | 249,000      | [ 統計 20 ] |

## 駅周辺

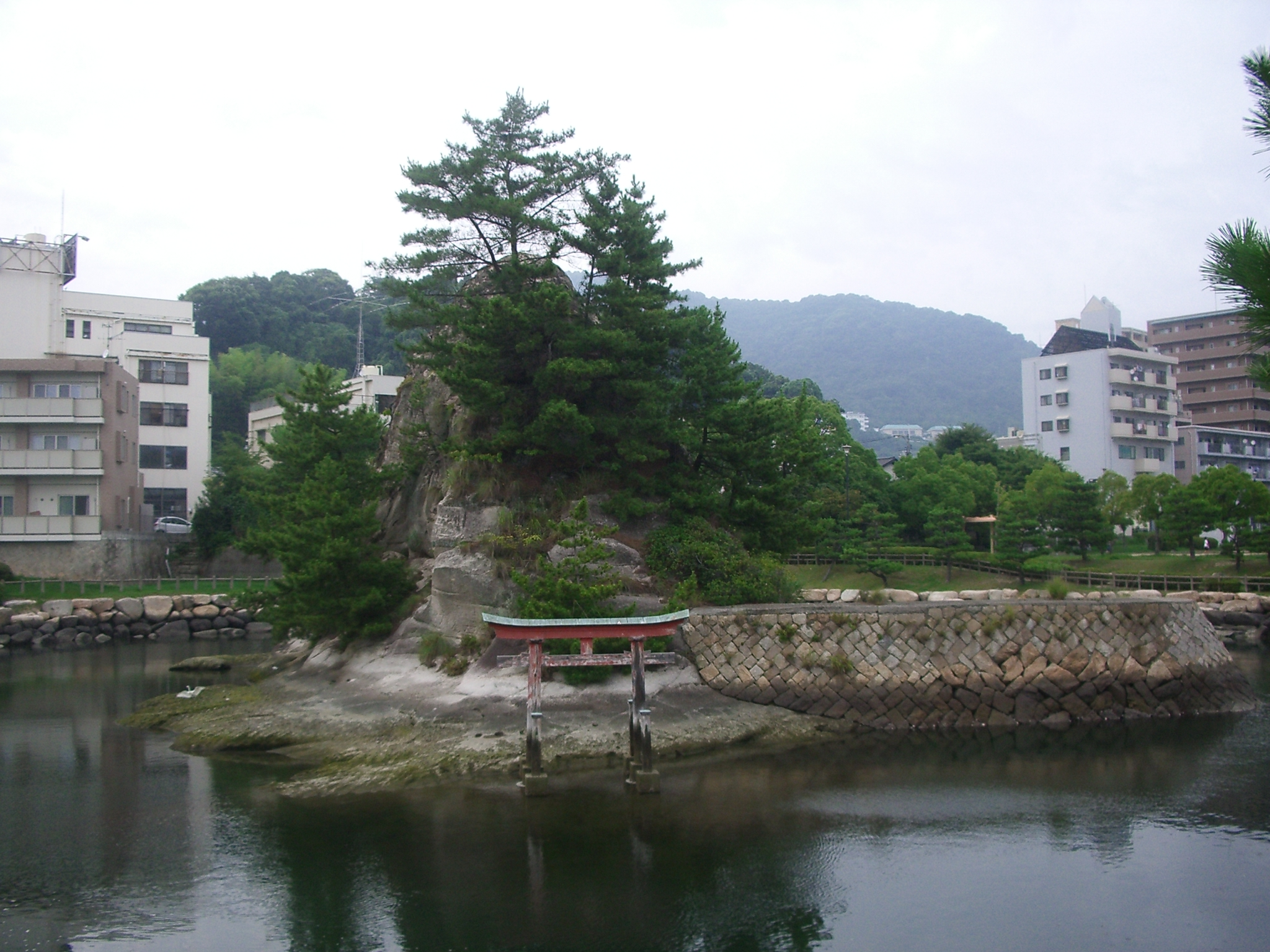
西部埋立第二公園内に残る小己斐明神

駅前後は西日本旅客鉄道（JR西日本）山陽本線との並走区間。下りホームの南側すぐ横には国道2号（宮島街道）も走っている。
駅の北側は旧井口村地区であり、井口鈴が台や井口台などの住宅街が広がる典型的なベッドタウンである。南側は1970年代以降、広島市西部開発事業により埋め立てられた土地である。それまでは国道の南側が海岸線であった。駅の南にある西部埋立第二公園の中には、埋め立て前の海に存在した小己斐明神（男明神島）という小島がそのまま残されている。住宅街やその先には商工センターがある。なお、商工センターの最寄り駅は商工センター入口駅およびJRの新井口駅である。
- 広島市立井口明神小学校
- 広島市立井口小学校
- 広島市立井口中学校
- 広島県立広島井口高等学校
- 広島井口郵便局
- 広島井口明神郵便局
- 山口銀行広島西支店
- 早稲田自動車学園

## 隣の駅
広島電鉄
■宮島線
商工センター入口駅 (M24) - 井口駅 (M25) - 修大協創中高前駅 (M26)

#### 本文
1. ↑  “路線・電停ガイド - 宮島線”.   広島電鉄. 2015年8月11日時点のオリジナルよりアーカイブ。2017年2月8日閲覧。
2. 1 2  『広電が走る街 今昔』150-157頁
3. 1 2 3  『広電が走る街 今昔』122-124頁
4. ↑  『広島電鉄開業100年・創立70年史』72頁
5. 1 2  今尾恵介（監修）『日本鉄道旅行地図帳』 11 中国四国、新潮社、2009年、39頁。ISBN 978-4-10-790029-6。
6. ↑  「地方鉄道運輸開始」『官報』1924年4月11日（国立国会図書館デジタル化資料）
7. 1 2  『広島電鉄開業100年・創立70年史』236頁
8. 1 2 3 4 5 6  川島令三『山陽・山陰ライン 全線・全駅・全配線』 第7巻 広島エリア、講談社〈【図説】 日本の鉄道〉、2012年、14,87頁。ISBN 978-4-06-295157-9。
9. 1 2  川島令三『全国鉄道事情大研究』 中国篇 2、草思社、2009年、118頁。ISBN 978-4-7942-1711-0。
10. 1 2  “第103期中間報告書” (PDF).   広島電鉄. p. 2 (2011年). 2017年3月7日閲覧。

#### 利用状況
1. 1 2 3  『広島市統計書』平成13年版
2. ↑  『広島市統計書』平成14年版
3. ↑  『広島市統計書』平成15年版
4. ↑  『広島市統計書』平成16年版
5. ↑  『広島市統計書』平成17年版
6. ↑  『広島市統計書』平成18年版
7. ↑  『広島市統計書』平成19年版
8. ↑  『広島市統計書』平成20年版
9. ↑  『広島市統計書』平成21年版
10. ↑  『広島市統計書』平成22年版
11. ↑  『広島市統計書』平成23年版
12. ↑  『広島市統計書』平成24年版
13. ↑  『広島市統計書』平成25年版
14. ↑  『広島市統計書』平成26年版
15. ↑  『広島市統計書』平成27年版
16. ↑  『広島市統計書』平成28年版
17. ↑  『広島市統計書』平成29年版
18. ↑  『広島市統計書』平成30年版
19. ↑  『広島市統計書』令和元年版
20. ↑  『広島市統計書』令和2年版